# بانک توکیو استار
بانک توکیو استار (انگلیسی: Tokyo Star Bank) شرکت خدمات مالی و بانکداری ژاپنی است، که در سال ۲۰۰۱ تأسیس شد.